# Acid iotroxic
Axit iodroxic, còn được gọi là meglumine iodroxate, là một phân tử được sử dụng làm môi trường tương phản trong tia X. Nó đặc biệt được sử dụng trong các xét nghiệm quan sát túi mật và đường ống mật. Nó được đưa vào cơ thể bằng cách tiêm chậm vào tĩnh mạch.
Tác dụng phụ là không phổ biến. Chúng bao gồm nôn mửa, đỏ da, nhức đầu, ngứa và huyết áp thấp. Tác dụng phụ hiếm gặp bao gồm co giật và phản ứng dị ứng. Nó không nên áp dụng với những người bị dị ứng iod. Iodroxic acid là một iod chứa chất cản quang thuộc loại dimer diionic.
Axit iodroxic được sản xuất lần đầu tiên vào năm 1976. Nó nằm trong Danh sách các loại thuốc thiết yếu của Tổ chức Y tế Thế giới, loại thuốc hiệu quả và an toàn nhất cần có trong hệ thống y tế. Nó hiếm khi được sử dụng trong các nước phát triển do có sẵn phương pháp nội soi đường ống mật cộng hưởng từ (MRCP).